# ОШ „Краљ Милутин” Грачаница
Основна школа „Краљ Милутин” у Грачаници једна је од најстаријих школа на простору Косова и Метохије. Такође према бројности ученика, међу највећим је српским школама на Косову и Метохији.
Школа је награђена Вуковом и Светосавском наградом Републике Србије.

## Историја
Почетак рада Грачаничке основне школе везује се са доласком Ристе Призренца у манастир Грачаница 1759. године. У почетку је то била манастирска школа, а учитељи су били свештеници, потомци Ристе Призренца, који су у исто време били и старатељи манастира. Године 1759. обновљен је живот манастира Грачаница, па је тих година почела да ради и Грачаничка школа, која је била при манастиру. Од 1874. године у школу је уведена световна настава, по угледу на школе у тадашњој Кнежевини Србији, која се ослободила турског ропства.
У другој половини 19. века на Косовоу и Метохији се одвија процес осавремењавања школства и наставе. У оквиру тога процеса отварају се световне школе најпре у градовима, а затим и у већим селима на Косову и Метохији. Отварању српских световних школа, претходило је отварање турских световних школа у првој половини 19. века. У Грачаници је, као и у другим местима, школа отворена на захтев мештана код којих је све више јачала национална свест и мисао о слободи. Национална свест и мисао о слободи јачали су под утицајем све већег броја Срба који су одлазили у тадашњу Кнежевину Србију и враћали се опет на Косову и Метохији.
Школа је била у кругу манастира, у згради коју је подигао поп Акса после 1856. године.
Световна школа у Грачаници је почела да ради 1874. године, а њен први учитељ био је Стеван Максимовић, даљи потомак Ристе Призренца. Учитељ Стеван увео је Вуков правопис, световни буквар и књиге. Међутим школа се налазила и даље у кругу манастира, све до 1925. године. Прва школска зграда у Грачаници са две учионице је подигнута 1925. године. Континуитет рада школе је прекидан ратовима којих је од 1874. до 1995. године било пет. После сваког рата школа је почињала од нуле и радила у врло тешким условима. Садашња школаска зграда, модернија и већа, датира из 1962. године.
У најдужем периоду мира и слободе, од 1944. до 1995. године. школа је достигла највиши степен свога развоја. Од четвороразредне прерасла је у осморазредну основну школу, школски простор се увећао, настава унапредила, број ученика вишеструко порастао, а у школи је радило стотину раднка чија је стручност била у складу са потребама савремене основне школе.

### Период након 1999. године
НАТО агресија на Савезну Републику Југославију и рат на Косову и Метохији оставили су велике последице на рад школе. Након што је отпочело бомбардовање 24. марта 1999. године, школа је затворена. Безмало свакодневно су бомбардовани војни магацини Војске Југославије који су се налазили неколико стотина метара од школе на брду познатом као Зеленика. Начињена је материјлана штета школи. Након завршетка рата, услови у којима је радила школа су били веома отежани. Број ученика у основној школи се осетно смањио непосредно након рата. Основна школа „Краљ Милутин” је тада прихватила три средње школе које су измештене из Приштине, Медицинску, Грађевинско-саобраћајну и Музичку школу. Две године након завршетка рата, у просторијама школе је био смештен и део Филозофског факултета Универзитета у Приштини, студијске групе за српски језик и књижевност и енглески језик и књижевност. Због веома отежаног рада школе веома брзо је део Филозофског факултета измештен из школе, док су Музичка и Медицинска школа своје измештање чекали 16, односно 22 године од завршетка рата.
Због веће потребе за школским простором, почетком јула започети су радиви, а крајем 2019. године изграђен је и предат на употребу нови анекс школске зграде. У склопу радова на школској згради, реновирана је и фискултурна сала као и учионице. Изграђен анекс школске зграде износи 500 m². Финансирање ових радова обезбедила је Општина Грачаница која функционише у косовском систему власти. Током радова на изградњи новог анекса школске зграде, догодио се инцидент када су непознате особе на крову школе окачиле албанску заставу, која је изазвала реакцију локалних мештана и виђена је као вид провокације.

### Јубилеј 150 година школе
Поводом 150 година постојања основне школе у Грачаници као световне, дана 12. новемебра 2024. године, када и школа прославља своји дан, организвана је свечана академија у Дому културе у Грачаници. У преподневним сатима служена је света литургија у манастиру Грачаница поводом ктиторске славе Свети краљ Милутин. Свечаној академији присуствовао је и епископ рашко-призренски Теодосије.
Заслужним појединцима и институцијама као и пензионисаним наставницима и учитељима школе додељене су захвалнице. Постхумно захвалнице су уручене и породицама преминулих просветних радника Основне школе „Краљ Милутин”. На свечаној академији приказан је и документарни филм који је у продукцији РТВ Грачаница урађен поводом јубилеја школе у Грачаници. Свечну академију употпунио је наступ младих балерина, хора основне школе, пригодни рецитали ученика као и наступ ансамбла Венац.
На јубилеју школе је речено да је од оснивања школе у Грачаници прошло више од 10.000 хиљада ученика и више од 400 учитеља и наставника.

## Управитељи и директори школе
Управитељи или директори школе управљали су њеним целокупним пословањем. У почетку је управитељ био организатор наставе, изводио је наставу, бринуо о њеном материјално-финансијском пословању. Касније се ослобађа извођења наставе, али на рачун тога додати су му други послови који нису везани за наставу.
Подаци о директорима ове школе постоје од 1914. године.
- Јанићије Поповић 1914 - 1915
- Јован Данчетовић 1919 - 1920
- Јован Спасић 1921
- Марко Матојчић 1922
- Драгутин Бојић 1923 - 1927
- Владимир Марјановић 1928 - 1941
- Владимир Марјановић 1944 - 1946
- Богољуб Митић 1946 - 1951
- Јорга Мирић 1952 - 1954
- Бранко Савић 1955
- Крста Крстић 1956 - 1957
- Благоје Марковић 1958 - 1962
- Милоња Рајовић 1964 - 1969
- Милан Петковић 1970 - 1973
- Ранко Милићевић 1973 - 1975
- Драган Арсић 1976 - 1977
- Боривоје Манић 1978 - 1982
- Ратомир Поповић 1982 - 1990
- Глигорије Стојановић 1990 - 2012
- Владимир Милкић 2012 -

## Занимљивости
Просветни радник и директор ове школе Боривоје Бора Манић је издао 2004. године монографију Грачаничка основна школа, дело у којем је сажета историја школе од 1759. до 2004. године. Писање моногорафије је започео са својим одласком из школе 1983. године, а захваљујући великој архивској грађи коју је поседовао. За дан прославе 120. годишњице рада школе 1995. године поклонио је Организационом одбору прославе делове рукописа монографије који су објављени у Летопису грачаничком који је штампан поводом јубилеја.
Ова монографија представља значајан извор и сведочанство рада и функционисања основне школе у Грачаници, као и значајних историјских догађаја везаних за само насеље Грачаницу са околином.